# زنوو
زنوو (به دانمارکی: Zenvo) شرکت خودروسازی دانمارکی است، که در سال ۲۰۰۴ تأسیس شد و در سال ۲۰۰۸ نخستین محصول خود را با نام اس‌تی۱ معرفی کرد.
این خودرو در کلاس خودرو اسپورت قرار گرفته و طراحی آن موتور وسط عقب-محور عقب بوده‌است. سیستم جعبه‌دندهٔ آن ۶ دنده به صورت دستی است. این خودرو با دو موتور ۱۲۵۰ و ۱۱۰۴ اسبی تولید می‌شود.
مدل قوی‌تر مخصوص بازار آمریکا است، که شتاب ۰ تا ۱۰۰ آن تنها ۳ ثانیه و حداکثر سرعت آن ۳۷۵ کیلومتر در ساعت است. به گفته مسئولان زنوو از این خودرو تنها ۱۵ دستگاه با قیمت پایه ۱،۸۰۰،۰۰۰ دلار تولید می‌شود که تیراژ سالانه آن ۳ دستگاه است.